# Лукавиця (округ Зволен)
Лукавиця (словац. Lukavica, угор. Lukóca) — село, громада в окрузі Зволен, центральна Словаччина. Кадастрова площа громади — 5,16 км². Населення — 263 особи (за оцінкою на 31 грудня 2017 р.). Протікає річка Лукавиця.
Перша згадка 1389 року.

## Населення
| Рік:            | 1994. | 2004.   | 2014.    | 2024.    |
| --------------- | ----- | ------- | -------- | -------- |
| Кількість осіб: | 153   | 143     | 165      | 287      |
| Різниця:        |       | -6,53 % | +15,38 % | +73,93 % |

| Рік:            | 2023. | 2024.   |
| --------------- | ----- | ------- |
| Кількість осіб: | 284   | 287     |
| Різниця:        |       | +1,05 % |